# Limerick FC
Limerick FC was een Ierse voetbalclub uit Limerick.
De club werd opgericht als Limerick FC en werd in 1960 landskampioen. In 1979 veranderde de club zijn naam in Limerick United en werd een jaar later opnieuw kampioen. Limerick veranderde opnieuw van naam in 1983 en werd Limerick City. De club speelde van 1937 tot 1991 ononderbroken in de hoogste klasse. Na één seizoen in 2de keerde de club terug naar eerste en degradeerde opnieuw in 1994 (inmiddels terug als Limerick FC sinds '92) en kon sindsdien niet terugkeren naar de hoogste divisie. Voor het seizoen 2007 kreeg de club geen licentie en verdween uit de League. Als Limerick 37 maakte de club na een juridische procedure een doorstart en nam later de oude naam weer aan. In 2013 keerde de club teurg naar de hoogste klasse. Na twee jaar middenmoot degradeerde de club. Na één seizoen kon de club opnieuw de promotie vieren.
In 2020 werd de club a.g.v financiële problemen opgeheven. In Limerick ontstond in 2021 een nieuwe club Treaty United FC die werd toegelaten tot de League of Ireland First Division.
De club speelde 6 keer Europees en verloor 10 wedstrijden en speelde 2 keer gelijk.

## Erelijst
- Landskampioen

1960, 1980
- FAI Cup

Winnaar: 1971, 1982
Finalist: 1965, 1977
- FAI League Cup

1976, 1993, 2002
- First Division

2012, 2016

## Overzichtslijsten

### Eindklasseringen vanaf 1946
| 6 |

| 8 |

| 5 |

| 6 |

| 9 |

| 10 |

| 12 |

| 7 |

| 5 |

| 8 |

| 11 |

| 7 |

| 7 |

| 4 |

| 1 |

| 7 |

| 6 |

| 8 |

| 3 |

| 11 |

| 6 |

| 4 |

| 6 |

| 7 |

| 4 |

| 7 |

| 13 |

| 9 |

| 9 |

| 12 |

| 13 |

| 12 |

| 6 |

| 6 |

| 1 |

| 3 |

| 6 |

| 8 |

| 4 |

| 5 |

| 7 |

| 10 |

| 9 |

| 3 |

| 9 |

| 12 |

| 1 |

| 6 |

| 11 |

| 4 |

| 6 |

| 10 |

| 3 |

| 6 |

| 10 |

| 6 |

| 9 |

| 10 |

| 4 |

| 12 |

| 7 |

| 5 |

| 4 |

| 5 |

| 7 |

| 5 |

| 4 |

| 1 |

| 7 |

| 6 |

| 11 |

| 1 |

| 7 |

| 9 |

| 10 |

| Premier Division | First Division |

Tot 1985 werd voor het 1 niveau de naam League of Ireland gehanteerd en voor het 2e niveau League of Ireland B Division.

### Seizoensresultaten vanaf 2000
| Seizoen | Competitie       | Niveau | Eindstand | FAI Cup      | Opmerking                                              |
| ------- | ---------------- | ------ | --------- | ------------ | ------------------------------------------------------ |
| 1999/00 | First Division   | II     | 10        | 2e ronde     |                                                        |
| 2000/01 | First Division   | II     | 6         | 2e ronde     |                                                        |
| 2001/02 | First Division   | II     | 9         | 3e ronde     | Winnaar League Cup > Derry City FC: 1-1/2-1            |
| 2002/03 | First Division   | II     | 10        |              | 1½ speelronde i.v.m. overgang naar kalenderjaarseizoen |
| 2003    | First Division   | II     | 4         | 3e ronde     | 1e ronde promotie play-offs > Derry City FC: 0-0/0-4   |
| 2004    | First Division   | II     | 12        | 2e ronde     |                                                        |
| 2005    | First Division   | II     | 7         | 2e ronde     |                                                        |
| 2006    | First Division   | II     | 5         | 3e ronde     |                                                        |
| 2007    | First Division   | II     | 4         | kwartfinale  | Naamswijziging in Limerick 37                          |
| 2008    | First Division   | II     | 5         | 3e ronde     |                                                        |
| 2009    | First Division   | II     | 7         | 3e ronde     | Naamswijziging terug in Limerick FC                    |
| 2010    | First Division   | II     | 5         | 8e finale    |                                                        |
| 2011    | First Division   | II     | 4         | kwartfinale  |                                                        |
| 2012    | First Division   | II     | 1         | 2e ronde     |                                                        |
| 2013    | Premier Division | I      | 7         | 3e ronde     |                                                        |
| 2014    | Premier Division | I      | 6         | 2e ronde     |                                                        |
| 2015    | Premier Division | I      | 11        | 2e ronde     | pd-wedstrijden > Finn Harps FC: 1-0/0-2 n.v.           |
| 2016    | First Division   | II     | 1         | 8e finale    | Finalist League Cup > St. Patrick's Athletic FC: 1-4   |
| 2017    | Premier Division | I      | 7         | halve finale |                                                        |
| 2018    | Premier Division | I      | 9         | kwartfinale  | pd-wedstrijden > Finn Harps FC: 0-1/0-2                |
| 2019    | First Division   | II     | 10        | 8e finale    | Club opgeheven.                                        |

### Limerick in Europa
#Q = #kwalificatieronde, #R = #ronde, PO=Play Offs, Groep = groepsfase, 1/8 = achtste finale, 1/4 = kwartfinale, T/U = Thuis/Uit, W = Wedstrijd, PUC = punten UEFA coëfficiënten .
Uitslagen vanuit gezichtspunt Limerick FC
| Seizoen                                                    | Competitie   | Ronde | Land                                          | Club           | Totaalscore | 1e W    | 2e W    | PUC |
| ---------------------------------------------------------- | ------------ | ----- | --------------------------------------------- | -------------- | ----------- | ------- | ------- | --- |
| 1960/61                                                    | Europacup I  | Q     | Vlag van Zwitserland                          | BSC Young Boys | 2-9         | 0-5 (T) | 2-4 (U) | 0.0 |
| 1965/66                                                    | Europacup II | 1R    | Vlag van Bulgarije (1948-1967)                | CSKA Sofia     | 1-4         | 1-2 (T) | 0-2 (U) | 0.0 |
| 1971/72                                                    | Europacup II | 1R    | Vlag van Italië                               | Torino Calcio  | 0-5         | 0-1 (T) | 0-4 (U) | 0.0 |
| 1980/81                                                    | Europacup I  | 1R    | Vlag van Spanje (21 jan. 1977 - 18 dec. 1981) | Real Madrid CF | 2-7         | 1-2 (T) | 1-5 (U) | 0.0 |
| 1981/82                                                    | UEFA Cup     | 1R    | Vlag van Engeland                             | Southampton FC | 1-4         | 0-3 (T) | 1-1 (U) | 1.0 |
| 1982/83                                                    | Europacup II | 1R    | Vlag van Nederland                            | AZ             | 1-2         | 1-1 (T) | 0-1 (U) | 1.0 |
| Totaal aantal behaalde punten voor UEFA coëfficiënten: 2.0 |              |       |                                               |                |             |         |         |     |

Zie ook:
- Deelnemers UEFA-toernooien Ierland
- Ranglijst van alle clubs die in de diverse Europa Cups zijn uitgekomen